# Lilienfeld
Lilienfeld ist eine Stadtgemeinde mit 2618 Einwohnern (Stand 1. Jänner 2025) und die Bezirkshauptstadt des gleichnamigen Bezirks Lilienfeld in Niederösterreich. Lilienfeld ist an der Einwohnerzahl gemessen die kleinste Bezirkshauptstadt Österreichs.
Bekannt ist die Stadt vor allem für das hier liegende Stift Lilienfeld.

## Geografie

### Geografische Lage
Lilienfeld liegt im Tal der Traisen im Mostviertel in Niederösterreich.
Das Gebiet gehört zu den Voralpen, der Hausberg der Gemeinde ist der Muckenkogel.
Die Fläche der Stadtgemeinde umfasst 53,95 Quadratkilometer. 78,33 Prozent der Fläche sind bewaldet.

### Gemeindegliederung
Ortschaften sind (Einwohner, Stand: 1. Jänner 2025):
- Dörfl (503)
- Hintereben (28) samt Burgstall, Klosteralpe und Kolmstraße
- Jungherrntal (44) (KG: Jungherrnthal)
- Lilienfeld (355) samt Gaisleiten
- Marktl (577)
- Schrambach (428)
- Stangental (642) (KG: Stangenthal)
- Vordereben (2)
- Zögersbach (39)

### Nachbargemeinden
|                               | Eschenau                                    | Traisen                |
| Kirchberg an der Pielach (PL) | Kompassrose, die auf Nachbargemeinden zeigt | St. Veit an der Gölsen |
| Türnitz                       | Hohenberg                                   |                        |

## Geschichte
1202 wurde ein Kloster der Zisterzienser an der Mariazeller Wallfahrtsstraße eröffnet. Es handelt sich um eine spätromanisch/frühgotische Basilika und Klosteranlagen, die ab 1638 barockisiert wurden.
Das Stift Lilienfeld ist heute ein wichtiges Zentrum, welches großen Wert auf die Stundenliturgie und das gemeinsame Feiern der Heiligen Messe legt. Das Stift ist bekannt für seinen großen Waldbesitz (2015: 11.000 Hektar) und ist damit der zweitgrößte kirchenrechtliche Waldbesitzer Österreichs.
1974 wurde Lilienfeld zur Stadt erhoben.

### Name
Die frühesten Nennungen des Namens gehen auf die Abtei zurück: 1209 „abbatia [...] Lienenuelt hactenus dictum“, 1211 „abbas de Lilienuelde“. Entgegen landläufiger Meinung ist damit kein Feld mit Lilien gemeint. Der Name geht auf mittelhochdeutsch liele zurück, was Waldrebe bedeutet.
Dennoch lautet der lateinische Name des Klosters "Campus Liliorum". 

### Bevölkerungsentwicklung
| Lilienfeld: Einwohnerzahlen von 1869 bis 2025       | Lilienfeld: Einwohnerzahlen von 1869 bis 2025 | Lilienfeld: Einwohnerzahlen von 1869 bis 2025 | Lilienfeld: Einwohnerzahlen von 1869 bis 2025 | Lilienfeld: Einwohnerzahlen von 1869 bis 2025 |
| --------------------------------------------------- | --------------------------------------------- | --------------------------------------------- | --------------------------------------------- | --------------------------------------------- |
| Jahr                                                |                                               |                                               |                                               | Einwohner                                     |
| 1869                                                | 1869                                          |                                               | 2.255                                         | 2.255                                         |
| 1880                                                | 1880                                          |                                               | 2.346                                         | 2.346                                         |
| 1890                                                | 1890                                          |                                               | 2.604                                         | 2.604                                         |
| 1900                                                | 1900                                          |                                               | 3.018                                         | 3.018                                         |
| 1910                                                | 1910                                          |                                               | 3.457                                         | 3.457                                         |
| 1923                                                | 1923                                          |                                               | 3.370                                         | 3.370                                         |
| 1934                                                | 1934                                          |                                               | 3.062                                         | 3.062                                         |
| 1939                                                | 1939                                          |                                               | 2.973                                         | 2.973                                         |
| 1951                                                | 1951                                          |                                               | 3.027                                         | 3.027                                         |
| 1961                                                | 1961                                          |                                               | 3.307                                         | 3.307                                         |
| 1971                                                | 1971                                          |                                               | 3.149                                         | 3.149                                         |
| 1981                                                | 1981                                          |                                               | 3.014                                         | 3.014                                         |
| 1991                                                | 1991                                          |                                               | 2.807                                         | 2.807                                         |
| 2001                                                | 2001                                          |                                               | 3.021                                         | 3.021                                         |
| 2011                                                | 2011                                          |                                               | 2.811                                         | 2.811                                         |
| 2021                                                | 2021                                          |                                               | 2.649                                         | 2.649                                         |
| 2025                                                | 2025                                          |                                               | 2.618                                         | 2.618                                         |
| Quelle(n): Statistik Austria, Gebietsstand 1.1.2021 |                                               |                                               |                                               |                                               |

## Kultur und Sehenswürdigkeiten
- Stift Lilienfeld

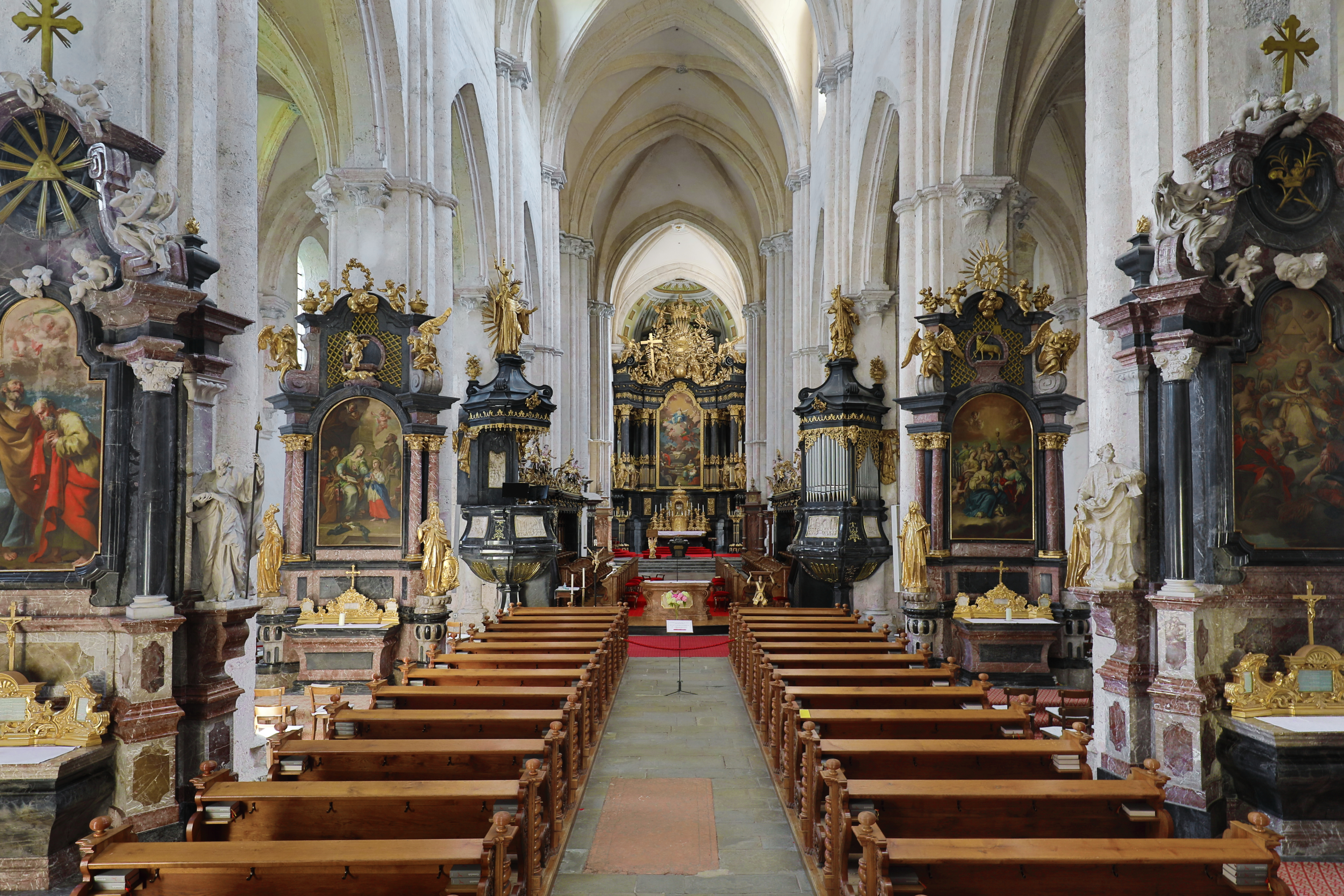
Innenansicht der Stiftskirche, größte Kirche Niederösterreichs

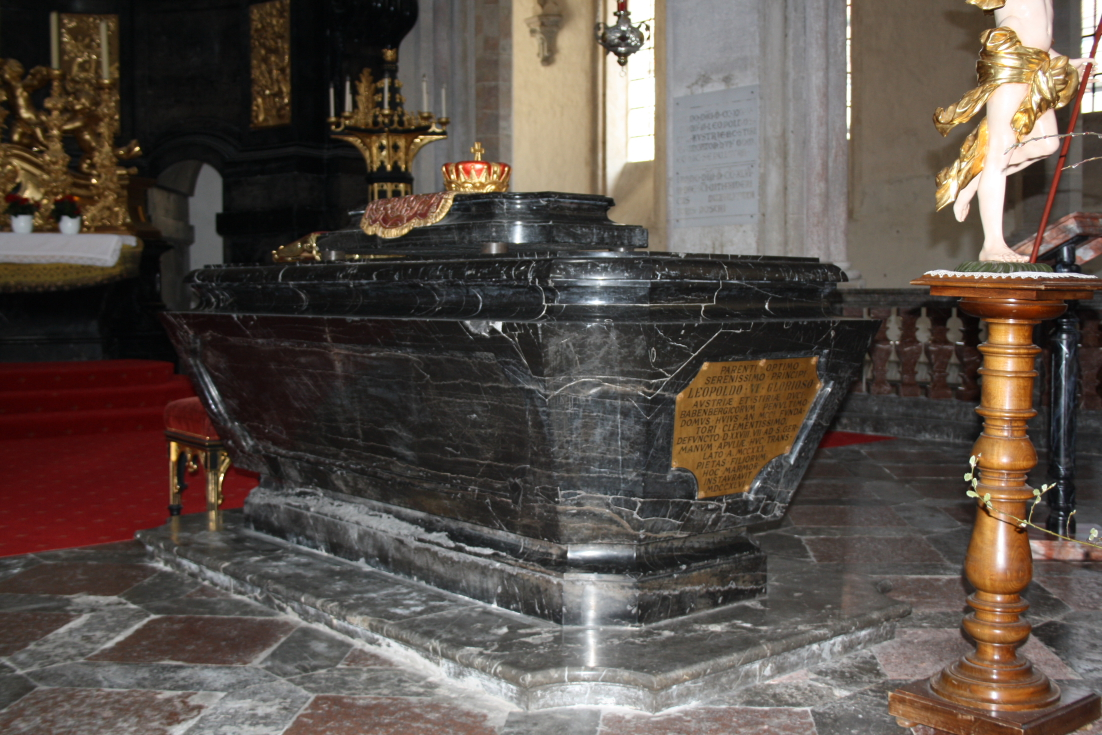
Sarkophag Leopolds vor dem Hochaltar der Stiftskirche

- Sarkophag des Babenbergerherzogs und Stiftgründers Leopold VI.
- Zdarsky-Ski-Museum im Bezirksheimatmuseum
- Grabstätte von Mathias Zdarsky in Habernreith

### Regelmäßige Veranstaltungen
- Nostalgie-Skirennen im Gedenken an Mathias Zdarsky:  Auf dem Hausberg von Lilienfeld, dem Muckenkogel, findet jedes Jahr bei der Traisner Hütte an einem Sonntag um den 19. März im Gedenken an Mathias Zdarsky ein Nostalgieskirennen statt, das weltweit das Einzige unter streng historischen Bedingungen wie zu Zdarskys Zeiten ist. Historische Ausrüstung vom Kopf bis zum Ski und Einstocktechnik sind Bedingung für die Teilnehmer, der Kurs wird mit originalgetreuen Fahnen gesteckt und die Zeitnehmung erfolgt händisch.

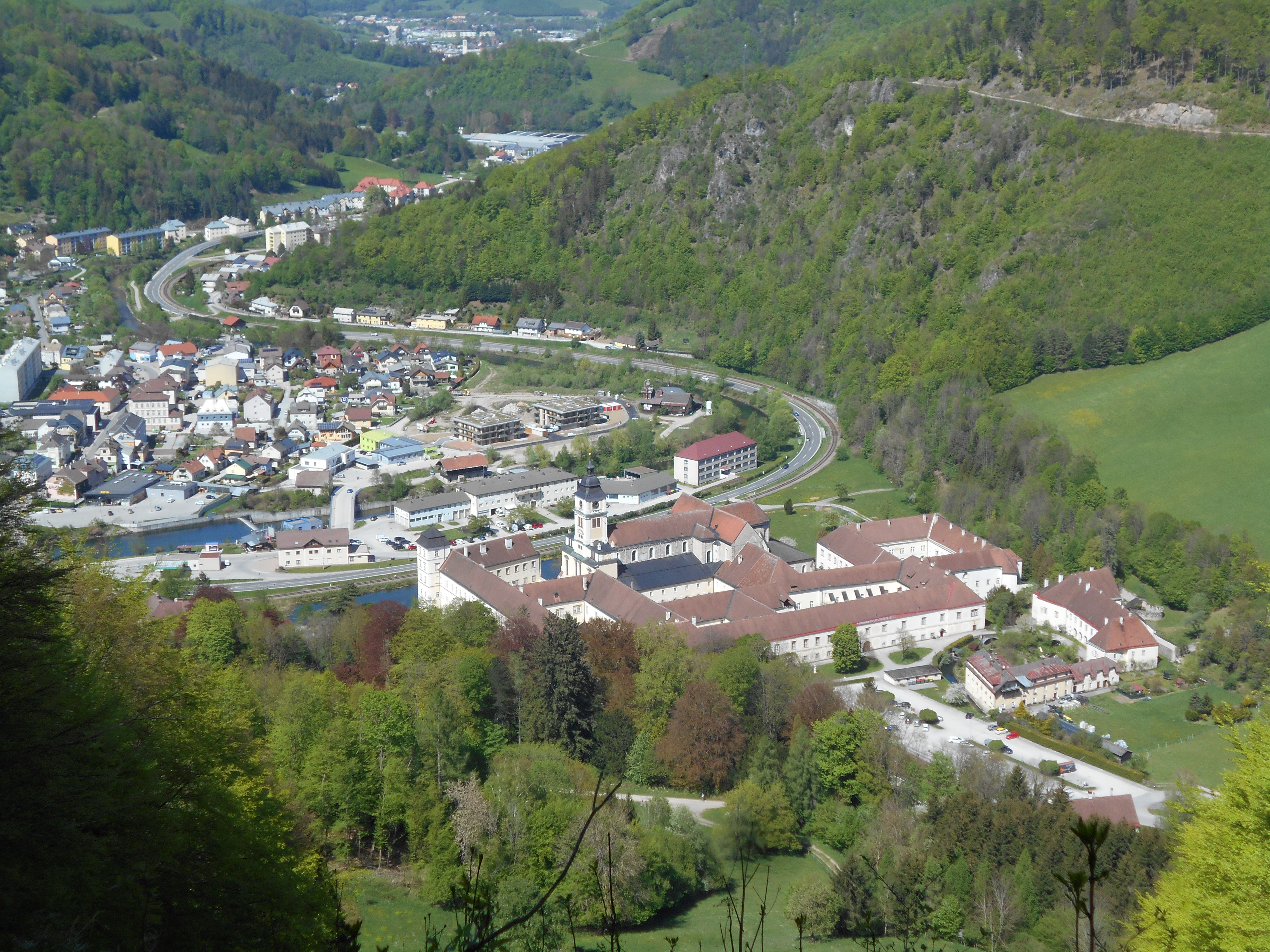
Blick vom Spitzbrandkogel, im Vordergrund das Stift
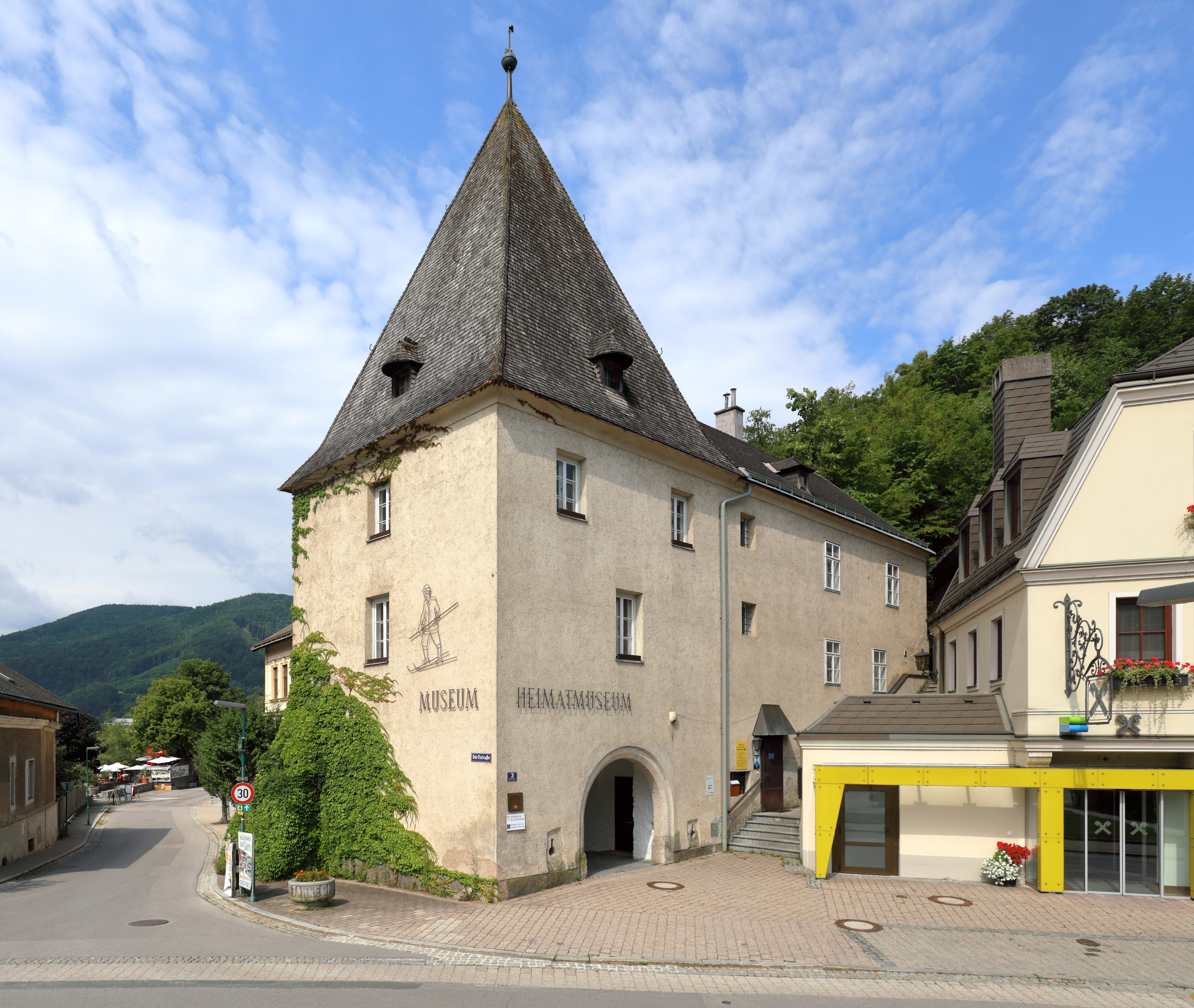
Bezirksheimatmuseum mit dem Zdarsky-Skimuseum im Dienerturm (Torturm)
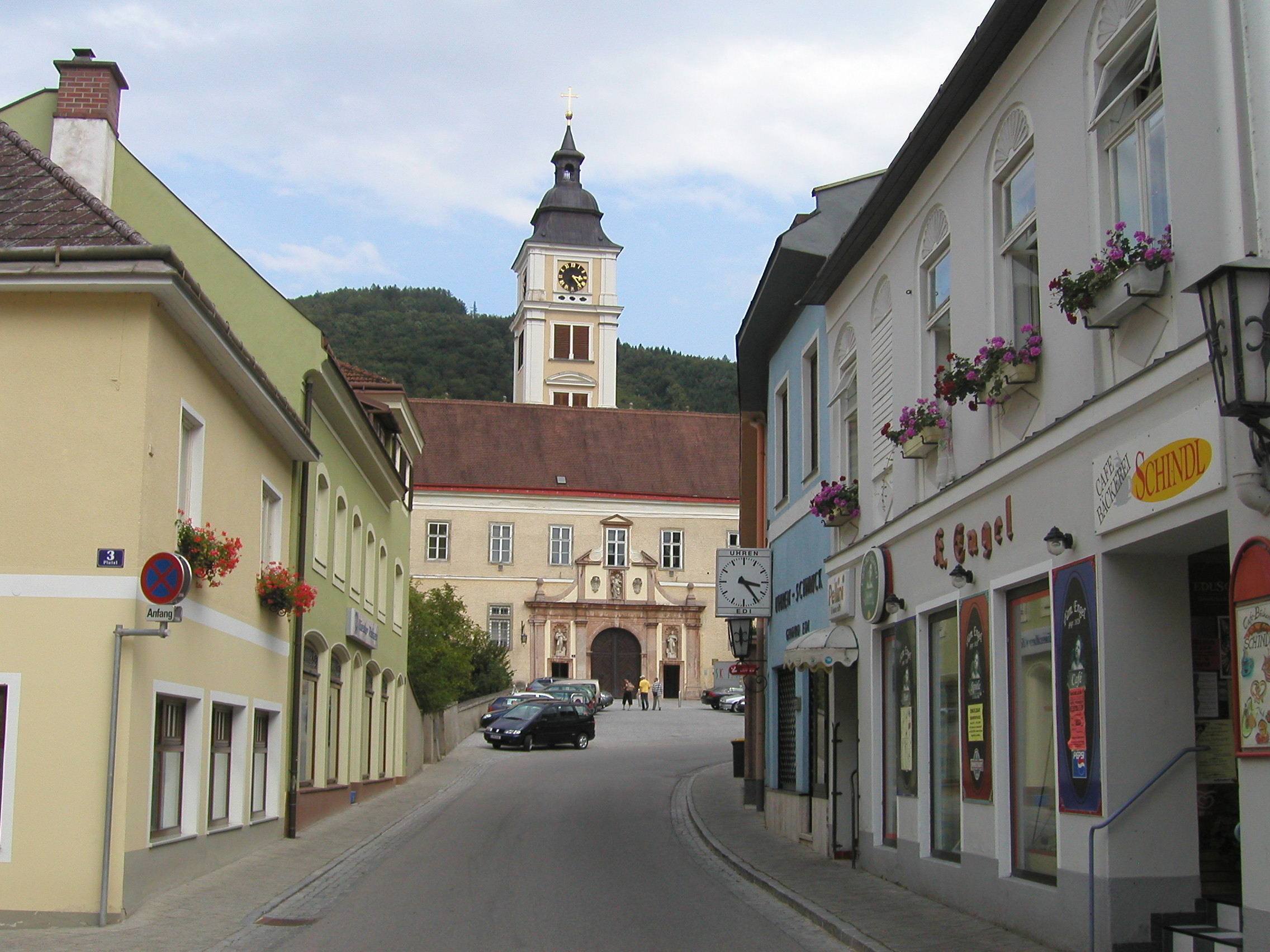
Blick zum Stift vom Platzl
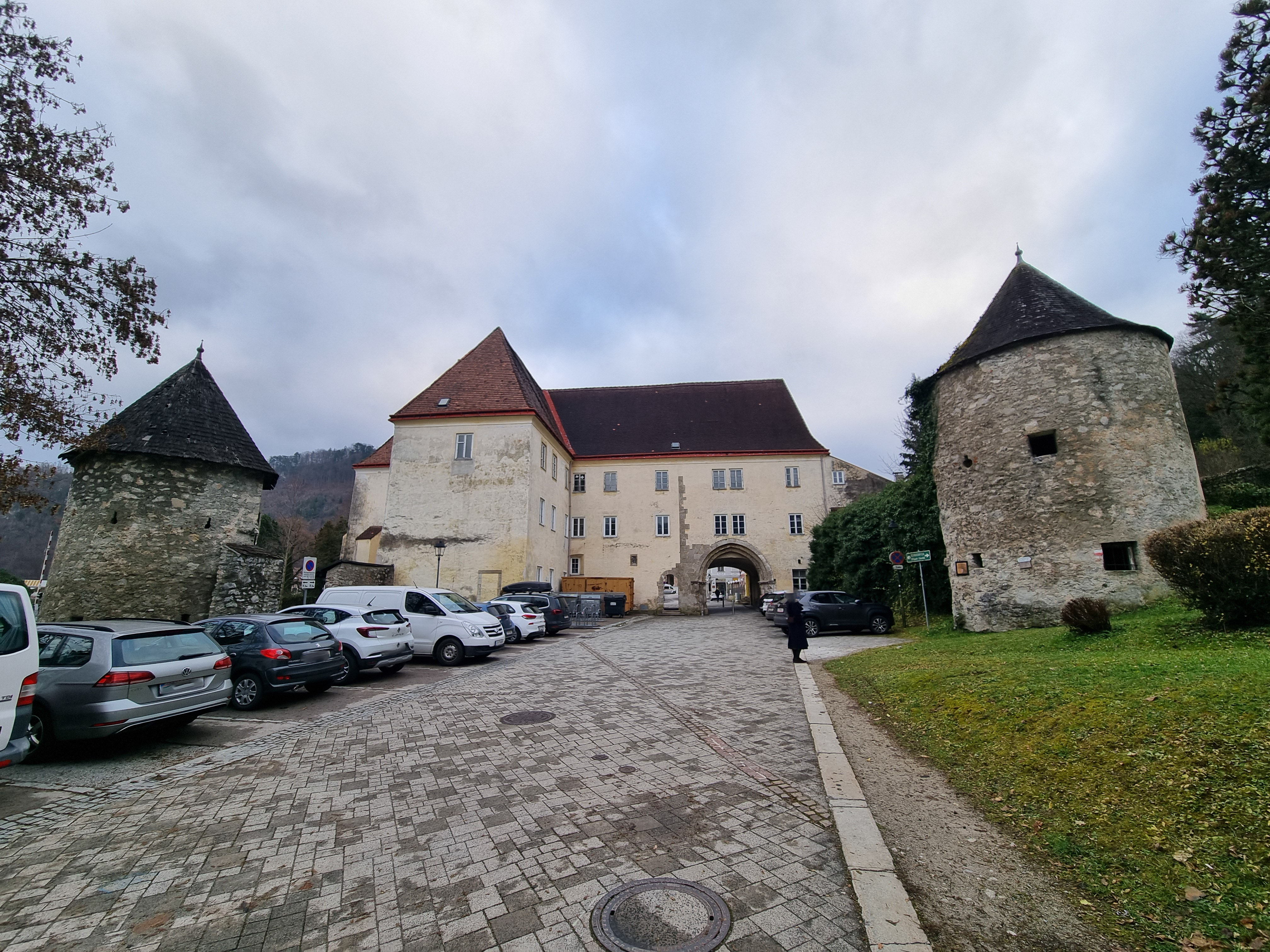
Zwei Portentürme aus dem 16. Jahrhundert
Informationstafel auf dem Muckenkogel

## Wirtschaft
Im Jahr 2001 gab es 169 nichtlandwirtschaftliche Arbeitsstätten sowie 52 land- und forstwirtschaftliche Betriebe laut einer Erhebung 1999. Die Zahl der Erwerbstätigen am Wohnort betrug 1341 (Volkszählung 2001). Die Erwerbsquote lag 2001 bei 45,34 Prozent.

### Ansässige Unternehmen
- NEUMAN Aluminium (Fried.v.Neuman GmbH) in Marktl
- PREFA Aluminiumprodukte in Marktl

### Tourismus
- Muckenkogel: Auf den Hausberg, den Muckenkogel, führt ein einsitziger Sessellift. Der Lift überquert den felsigen Fallgraben, durch den der Muckenkogel auch zu Fuß über den so genannten Wasserfallsteig erreichbar ist. Die Bergstation des Liftes befindet sich in der Nähe des Almgasthauses Klosteralm (in 1067 m ü. A.) auf der gleichnamigen Alm; etwas weiter unten steht in 956 m ü. A. die Lilienfelder Hütte des Österreichischen Alpenvereins. In 30 bis 40 Minuten ist die Traisener Hütte der Naturfreunde in 1311 m ü. A. zu erreichen. Sie steht auf der Traisener Hinteralm, dem südlichen Nachbargipfel des Muckenkogels.

### Öffentliche Einrichtungen
- Bezirkshauptmannschaft Lilienfeld
- Landesklinikum Lilienfeld, 1903 gegründet.

### Bildung

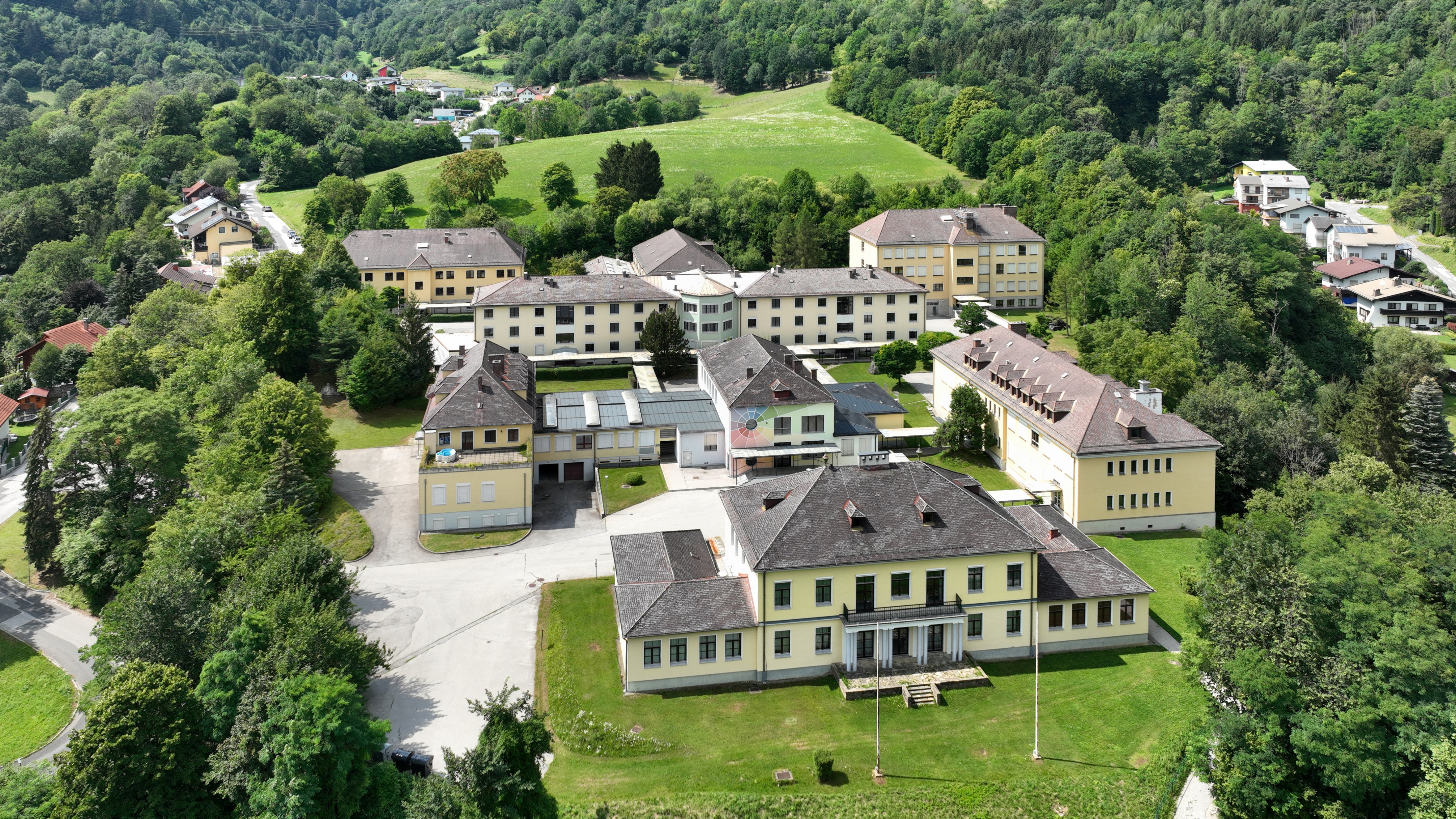
Landesberufsschule

- Bundesgymnasium und Bundesrealgymnasium Lilienfeld
- Landesberufsschule Lilienfeld
- Mittelschule und Michaela Dorfmeister Skimittelschule Lilienfeld
- Volkshochschule Lilienfeld

## Verkehr
Die Mariazeller Straße (B 20) durch das Traisental verbindet die Stadt mit den Nachbarorten. Der Bahnhof Lilienfeld und die Haltestelle Lilienfeld Krankenhaus liegen an der Bahnstrecke Traisen–Kernhof (Traisentalbahn), auf der im Stundentakt Züge zwischen Traisen und Schrambach verkehren.

## Politik

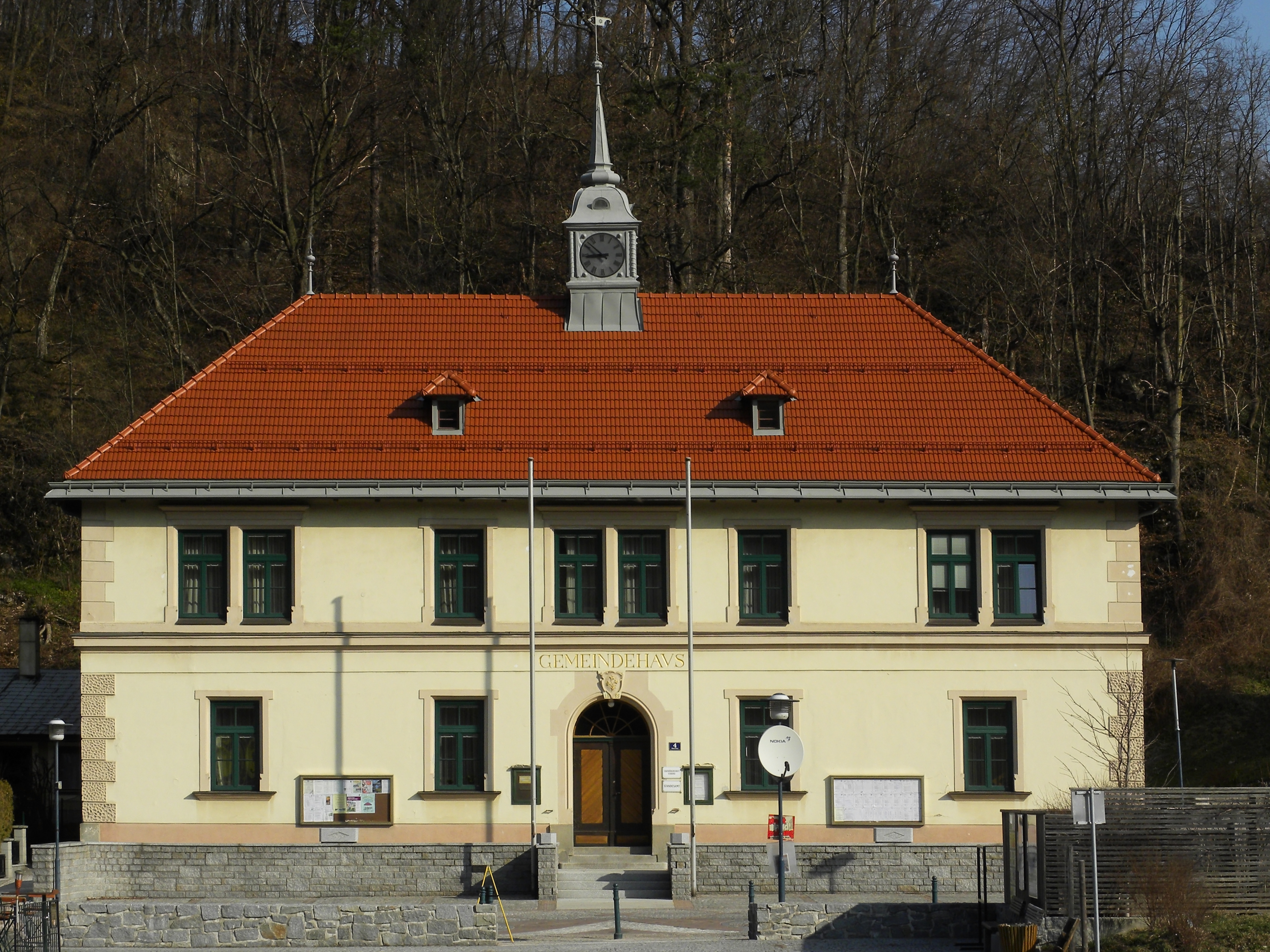
Stadtamt Lilienfeld

### Gemeinderat
Der Gemeinderat hat 21 Mitglieder.
- Mit den Gemeinderatswahlen in Niederösterreich 1990 hatte der Gemeinderat folgende Verteilung: 11 ÖVP, und 10 SPÖ.
- Mit den Gemeinderatswahlen in Niederösterreich 1995 hatte der Gemeinderat folgende Verteilung: 9 ÖVP, 8 SPÖ, 3 Liste für Lilienfeld, und 1 FPÖ.[3]
- Mit den Gemeinderatswahlen in Niederösterreich 2000 hatte der Gemeinderat folgende Verteilung: 15 ÖVP, 5 SPÖ, und 1 FPÖ.[4]
- Mit den Gemeinderatswahlen in Niederösterreich 2005 hatte der Gemeinderat folgende Verteilung: 16 ÖVP, und 7 SPÖ.[5]
- Mit den Gemeinderatswahlen in Niederösterreich 2010 hatte der Gemeinderat folgende Verteilung: 17 ÖVP, 5 SPÖ, und 1 FPÖ.[6]
- Mit den Gemeinderatswahlen in Niederösterreich 2015 hatte der Gemeinderat folgende Verteilung: 15 ÖVP, 5 SPÖ, und 1 FPÖ.[7]
- Mit den Gemeinderatswahlen in Niederösterreich 2020 hatte der Gemeinderat folgende Verteilung: 16 ÖVP und 5 SPÖ.[8]
- Mit den Gemeinderatswahlen in Niederösterreich 2025 hat der Gemeinderat folgende Verteilung: 14 ÖVP, 5 SPÖ und 2 FPÖ.[9]

### Bürgermeister
- 1994–2016 Herbert Schrittwieser (ÖVP)[10]
- 2016–2023 Wolfgang Labenbacher (ÖVP)
- seit 2023 Manuel Aichberger (ÖVP)[11]

### Gemeindepartnerschaften
- Jōetsu (Japan), seit 1981
- Třebíč (Tschechien), seit 1991

### Wappen
In Rot einen eingebogenen silbernen Sparren und drei goldene Lilien.

## Persönlichkeiten

### Söhne und Töchter der Gemeinde
- Ignaz Reiffenstuell (1664–1720), Jesuit
- Grete Kmentt-Montandon (1893–1986), Malerin und Grafikerin
- Gottfried „Friedl“ Wolfgang (1908–1984), Skirennläufer, Generalsekretär für die Olympischen Winterspiele 1964 in Innsbruck
- Erich Kosler (1915–2001), Politiker (SPÖ),  Abgeordneter zum Landtag von Niederösterreich 1962–1977
- Petrus Steigenberger (1933–2009), Abt des Stiftes Rein 1996–2008
- Johann Rennhofer (* 1936), Beamter und Lokalpolitiker
- Herwig Sturm (* 1942), Bischof der Evangelischen Kirche A.B. in Österreich 1996–2007
- Herbert Platzer (* 1943), Politiker (SPÖ), Abgeordneter zum Landtag von Niederösterreich 1991–1995, Mitglied des Bundesrates 1995–1998
- Christine Rothstein (* 1945), Prinzipalin des Puppentheaters Arlequin in Wien, geboren und aufgewachsen in Lilienfeld, Witwe von Arminio Rothstein, bekannt als „Clown Habakuk“
- Bernhard Paul (* 1947), Direktor des Circus Roncalli (geboren in Lilienfeld, aufgewachsen in Wilhelmsburg)
- Franz Sales Sklenitzka (* 1947), Kinderbuchautor (geboren und aufgewachsen in Lilienfeld), bekannt geworden u. a. durch „Drachen haben nichts zu lachen“ und „Drachen kann man nicht bewachen“
- Alfred Schirlbauer (1948–2022), österreichischer Bildungs- und Erziehungswissenschaftler
- Werner J. Schweiger (1949–2011), Kunsthistoriker und Publizist
- Traude Zehentner (* 1950), Schriftstellerin
- Otto Kernstock (* 1952), Politiker (SPÖ),  Abgeordneter zum Landtag von Niederösterreich 2003–2013
- Karl Bader (* 1960), Politiker, Abgeordneter zum Landtag von Niederösterreich
- Herbert Thumpser (* 1961), Politiker (SPÖ), Mitglied des Bundesrates 1998–2003 und Abgeordneter zum Landtag von Niederösterreich 2003–2008 sowie 2009–2018
- Eva Prischl (* 1962), Politikerin (SPÖ), Mitglied des Bundesrates seit 2018
- Emil Schabl (* 1963), Gewerkschafter (FSG) und Politiker (SPÖ), Landesrat 2003–2008
- Anton Pfeffer (* 1965), Fußballspieler (geboren in Lilienfeld, jedoch aufgewachsen und seit jeher wohnhaft in Türnitz)
- Irene Eisenhut (* 1974), Politikerin (FPÖ)
- Goran Zvijerac (* 1974), Fußballspieler und -trainer
- Claudia Linzer (* 1979), Filmeditorin
- Jörg Merten (* 1981), Handballspieler und -trainer
- Barbara Kapusta (* 1983), Künstlerin und Schriftstellerin
- Stefan Scheiblecker (* 1986, Ortsteil Hainfeld), österreichischer Kabarettist und Autor
- Maria Mayrhofer (* 1987), Politikwissenschaftlerin, Feministin
- Georg Gravogl (* 1990), Fußballspieler
- Martin Berger, bekannt als Mista M (* 1991), Rapper (geboren in Lilienfeld)
- Alexandra Schmid, geboren und aufgewachsen in Lilienfeld, Schauspielerin im Kabarett Simpl, Wien
- Philipp Lienhart (* 1996), Fußballspieler
- Florian Daxböck (* 2002), Fußballspieler

### Personen mit Bezug zur Gemeinde
- Ambros Becziczka (1780–1861), Abt des Stiftes Lilienfeld 1825–1861
- Michaela Dorfmeister (* 1973), Skiweltmeisterin, ist die erfolgreichste Absolventin der Schihauptschule in Lilienfeld und seit 2006 die Namensgeberin.[12]
- Alberich Heidmann (1808–1898), Abt des Stiftes Lilienfeld 1862–1898
- Sebastian Klug (1984–2019), Satiriker, wohnhaft in Marktl
- Matthäus Kolweiß (1620–1695), Abt des Stiftes Lilienfeld 1650–1695
- Heinrich Kraus von Elislago (1862–1932), Feldmarschallleutnant
- Matthäus Kurz (1865–1952), Konventuale des Stiftes Lilienfeld, Seelsorger, Priesterbildner und Publizist
- Ulrich von Lilienfeld (vor 1308 – vor 1358), Abt des Stiftes Lilienfeld 1345–1351
- Pius Martin Maurer (* 1971), Abt des Stiftes Lilienfeld seit 2019
- Norbert Mussbacher (1926–2004), Abt des Stiftes Lilienfeld 1968–1993
- Matthäus Nimmervoll (* 1950), Abt des Stiftes Lilienfeld 1993–2019
- Justin Panschab (1859–1930), Abt des Stiftes Lilienfeld 1899–1930
- Dominik Peckenstorfer (1705–1786), Abt des Stiftes Lilienfeld 1747–1786
- Martin Prinz (* 1973), Schriftsteller, aufgewachsen in Lilienfeld
- Johann Ladislaus Pyrker (1772–1847), Abt des Stiftes Lilienfeld 1812–1819
- Malachias Schmeger (1753–1826), Abt des Stiftes Lilienfeld 1819–1825
- Franz Schönbauer (1886–1932), Bezirks- und Primararzt
- Rudolph von Vivenot (1807–1884), Arzt und Chirurg
- Heinrich Wohlmeyer (* 1936), Industrie- und Forschungsmanager, Regionalentwickler
- Mathias Zdarsky (1856–1940), der Schöpfer des modernen Skilaufs